# Formatie van Nieuwkoop
De Formatie van Nieuwkoop of Nieuwkoop Formatie (sic) is een lithostratigrafische formatie die deel uitmaakt van de Boven-Noordzee Groep en in een groot deel van Zuidwest-, West- en Noord-Nederland tot aan het oppervlak voorkomt. De formatie bestaat voornamelijk uit veen en ligt voornamelijk op de Formatie van Boxtel, met uitzondering van het rivierengebied waar de eenheid vaak op de Formatie van Kreftenheye ligt. De formatie komt in de kust- en riviervlakte vertand voor met de klastische afzettingen van de Formaties van Echteld en Naaldwijk.
De Basisveen- en Flevomeer-lagen, het Laagpakket van Griendtsveen en het Hollandveen-laagpakket behoren tot deze formatie.
De Formatie van Nieuwkoop is van Holocene ouderdom en is ontstaan onder invloed van het stijgen van het grondwater als gevolg van de zeespiegelrijzing na de laatste ijstijd (Weichselien).